# 椿井仏所
椿井仏所（つばいぶっしょ）は、奈良を中心に活動した仏像工房。津波居仏所などとも書く。

## 概要
運慶や慶派を連想させる造仏を行ったことや、所属仏師に慶の字を名に用いる者が多いことなどから、慶派の傍流と考えられる。

## 歴史
- 寛文11年（1671年）には、分裂し一部の仏師は堺に移住した。

### 著名仏師
- 寛慶

### その他
- 奈良仏師
- 七条仏所
- 高天仏所（高間仏所）
- 宿院仏所
- 富士山仏所
- 善派